# 陳光胤
陳光胤（17世紀—17世紀），字文錫，廣東廣州府東莞縣人，明朝、南明政治人物。

## 生平
陳光胤是崇禎六年（1633年）癸酉科廣東鄉試舉人，十三年（1640年）庚辰科賜特用出身，十五年（1642年）授壽寧縣知縣，為政仁恕而清介，修築城牆抵禦流寇。
南明時陳光胤入朝擔任兵部主事，陞福建道監察御史，永曆四年（1650年）曾和吳貞毓、郭之奇、萬翱、程源、李用楫、張孝起、李日煒、朱士鯤、朱統鑰、王命來、彭佺聯合上疏彈劾袁彭年、丁時魁、蒙正發、劉湘客等人把持朝政、朋黨行私十大罪，後事不詳。

## 引用
1. 1 2  錢海岳《南明史·卷五十九·列傳第三十五》：（永曆四年）貞毓、之奇、翱、源輩咸修舊怨，乃與孝起、用楫、李日煒、朱士鯤、王命來、宗室統鑰、陳光胤、彭佺合疏論彭年、湘客、時魁、堡、正發把持朝政、罔上行私、朋黨誤國十大罪。……光胤，字文錫，東莞人。崇禎十三年特用。授壽寧知縣，為政仁恕，課士修城，民謳思之。遷兵部主事，轉福建道御史。
2. ↑  民國《東莞縣志·卷四十五·選舉表二》：進士…… 崇禎……陳光胤 十三年特賜，兵部主事……舉人…… 崇禎……陳光胤 字文錫，癸酉科易，見特賜進士
3. ↑  康熙《壽寧縣志·卷四·官守志》：陳光胤，廣東東莞人，御賜進士，崇禎十六【十五】年知縣事，清慎耿介、仁恕寬平、課士而澤，在宮墻修城，而功存捍衛厥德懋焉。
4. ↑  《續明紀事本末·卷十四·永曆黨禍》：（永曆四年二月）吳貞毓、郭之琦、萬翱、程源、李用楫、張孝起、李日煒、朱士鯤、朱統鑰、王命來、陳光允、彭佺合疏劾袁彭年、丁時魁、蒙正發、劉湘客等把持朝政、朋黨行私十大罪……